# Aleh Jewienka
Aleh Siarhiejewicz Jewienka (błr. Алег Сяргеевіч Евенка, ros. Олег Siergiejewicz Сергеевич Евенко – Oleg Siergiejewicz Jewienko; ur. 21 stycznia 1991 w Mińsku) – białoruski hokeista, reprezentant Białorusi.

## Kariera
- Krefelder EV 1981 U18 (2008-2009)
- Fargo Force (2009-2011)
- UMass (Amherst) (2011-2015)
- Adirondack Flames (2015)
- Lake Erie Monsters (2015-2016)
- Cleveland Monsters (2016-2017)
- Stockton Heat (2017-2018)
- Dynama Mińsk (2018-2020)
- Traktor Czelabińsk (2020-2021)
- Spartak Moskwa (2021-)

Karierę rozwijał w Niemczech, po czym wyjechał do USA, gdzie występował w ligach: juniorskiej USHL, akademickiej NCAA. W KHL Junior Draft w 2010 został wybrany przez kazachski klub Barys Astana. Od marca 2015 zawodnik Adirondack Flames w amerykańskich rozgrywkach AHL. Od czerwca 2015 zawodnik Lake Erie Monsters, także w AHL. Od października 2015 zawodnik Columbus Blue Jackets, uprawniony do występów w ligach NHL i AHL. W październiku przekazany do Cleveland Monsters, w barwach której grał w sezonie AHL (2016/2017). W czerwcu 2017 zwolniony z Columbus Blue Jackets, w barwach którego nie rozegrał ani jednego meczu w NHL. Od września zawodnik Stockton Heat w lidze AHL. Od maja 2018 zawodnik Dynama Mińsk. W czerwcu 2019 przedłużył tam kontrakt o rok. W maju 2020 przeszedł do Traktora Czelabińsk. Z końcem kwietnia 2021 odszedł z klubu. W czerwcu 2021 ogłoszono jego zakontraktowanie przez Spartak Moskwa.
Uczestniczył w turniejach mistrzostw świata do lat 18 w 2009 (Dywizja I), seniorskich mistrzostw świata w 2014, 2015, 2016, 2017 (Elita), 2019 (I Dywizja).

## Sukcesy
Reprezentacyjne
- Awans do MŚ Elity: 2019